# Georg Braun (piłkarz)
Georg Braun (ur. 22 lutego 1907 w Wiedniu, zm. w 22 września 1963 w Linzu) – austriacki piłkarz i trener, reprezentant kraju, grający na pozycji napastnika.

## Kariera klubowa
Braun przygodę z piłką rozpoczął w 1923 w małym wiedeńskim klubie SV Straßenbahn Wien. Po dwóch latach przeniósł się do Wiener AC. W zespole z rodzinnego miasta spędził łącznie 10 lat, a największym sukcesem był wywalczony w sezonie 1930/31 Puchar Austrii. W trakcie sezonu 1934/35 opuścił Wiener AC na rzecz Admira Wacker Mödling. W nowej drużynie spędził zaledwie pół roku.
Latem 1935 wyjechał do Francji, gdzie dołączył do Stade Rennais. Przez 2 lata gry na poziomie Première Division 45 razy pojawiał się na boisku. Wraz z drużyną spadł do Division 2, w której występował do 1939. W 1939 powrócił do LASK Linz, jednak ze względu na wybuch II wojny światowej zmuszony był zakończyć karierę piłkarską.
| Sezon   | Klub                  | Kraj       | Rozgrywki         | Mecze | Bramki |
| ------- | --------------------- | ---------- | ----------------- | ----- | ------ |
| 1923/24 | SV Straßenbahn Wien   | Austria    | Wiener 2. Klasse  |       |        |
| 1924/25 | SV Straßenbahn Wien   | Austria    |                   |       |        |
| 1925/26 | Wiener AC             | Austria    | I. Liga           |       |        |
| 1926/27 | Wiener AC             | Austria    | I. Liga           |       |        |
| 1927/28 | Wiener AC             | Austria    | I. Liga           |       |        |
| 1928/29 | Wiener AC             | Austria    | I. Liga           |       |        |
| 1929/30 | Wiener AC             | Austria    | I. Liga           |       |        |
| 1930/31 | Wiener AC             | Austria    | I. Liga           |       |        |
| 1931/32 | Wiener AC             | Austria    | I. Liga           |       |        |
| 1932/33 | Wiener AC             | Austria    | I. Liga           |       |        |
| 1933/34 | Wiener AC             | Austria    | I. Liga           |       |        |
| 1934/35 | Wiener AC             | Austria    | I. Liga           |       |        |
| 1934/35 | Admira Wacker Mödling | Austria    | I. Liga           |       |        |
| 1935/36 | Stade Rennais         | Francja    | Première Division | 28    | 0      |
| 1936/37 | Stade Rennais         | Francja    | Première Division | 17    | 0      |
| 1937/38 | Stade Rennais         | Francja    | Division 2        | 30    | 0      |
| 1938/39 | Stade Rennais         | Francja    | Division 2        | 29    | 1      |
| 1939/40 | LASK Linz             | III Rzesza |                   |       |        |

## Kariera reprezentacyjna
Braun po raz pierwszy w kadrze Austrii zagrał 6 maja 1928 w meczu przeciwko reprezentacji Węgier, zremisowanym 5:5. W 1934 został powołany na Mistrzostwa Świata. Podczas włoskiego turnieju wystąpił w spotkaniu o 3. miejsce przeciwko reprezentacji Niemiec, przegranym 2:3.
Ostatni mecz dla Austrii zagrał 12 maja 1935 przeciwko Węgrom. Mecz zakończył się porażką Austrii 3:6. Łącznie w latach 1928–1935 wystąpił w 13 spotkaniach i strzelił 1 bramkę.
| Mecze i gole w reprezentacji Austrii | Mecze i gole w reprezentacji Austrii | Mecze i gole w reprezentacji Austrii | Mecze i gole w reprezentacji Austrii | Mecze i gole w reprezentacji Austrii | Mecze i gole w reprezentacji Austrii | Mecze i gole w reprezentacji Austrii |
| #                                    | Data                                 | Miasto                               | Przeciwnik                           | Gol                                  | Wynik                                | Rozgrywki                            |
| ------------------------------------ | ------------------------------------ | ------------------------------------ | ------------------------------------ | ------------------------------------ | ------------------------------------ | ------------------------------------ |
| 1.                                   | 06.05.1928                           | Budapeszt                            | Węgry                                |                                      | 5:5                                  | towarzyski                           |
| 2.                                   | 16.05.1931                           | Wiedeń                               | Szkocja                              |                                      | 5:0                                  | towarzyski                           |
| 3.                                   | 24.05.1931                           | Berlin                               | Niemcy                               |                                      | 6:0                                  | towarzyski                           |
| 4.                                   | 29.11.1931                           | Bazylea                              | Szwajcaria                           |                                      | 8:1                                  | Puchar Europy Środkowej              |
| 5.                                   | 24.04.1932                           | Wiedeń                               | Węgry                                |                                      | 8:2                                  | towarzyski                           |
| 6.                                   | 22.05.1932                           | Praga                                | Czechosłowacja                       |                                      | 1:1                                  | Puchar Europy Środkowej              |
| 7.                                   | 02.10.1932                           | Budapeszt                            | Węgry                                | Gol                                  | 3:2                                  | towarzyski                           |
| 8.                                   | 23.10.1932                           | Wiedeń                               | Szwajcaria                           |                                      | 3:1                                  | Puchar Europy Środkowej              |
| 9.                                   | 30.04.1933                           | Budapeszt                            | Węgry                                |                                      | 1:1                                  | towarzyski                           |
| 10.                                  | 17.09.1933                           | Praga                                | Czechosłowacja                       |                                      | 3:3                                  | towarzyski                           |
| 11.                                  | 01.10.1933                           | Wiedeń                               | Węgry                                |                                      | 2:2                                  | towarzyski                           |
| 12.                                  | 07.06.1934                           | Neapol                               | III Rzesza                           |                                      | 2:3                                  | MŚ 1934                              |
| 13.                                  | 12.05.1935                           | Budapeszt                            | Węgry                                |                                      | 3:6                                  | towarzyski                           |

## Kariera trenerska
W latach 1946–1952 i 1956–1957 pracował jako trener w klubie LASK Linz. Oprócz tego klubu trenował jeszcze Öberösterreichischer Fußballverband, reprezentację Etiopii i SV Grün-Weiß Micheldorf.

## Sukcesy
Wiener AC
- Puchar Austrii (1): 1930/31